# 好色客杂志诉法威尔案
好色客雜誌訴法威爾案，485 U.S. 46 (1988)，是美國聯邦最高法院的一個重要判例。在本案中，法院判決對公眾人物的戲仿，即使是蓄意施加精神上的痛苦的行為，也受到第一與第十四修正案的保障。
在本案中，《好色客》針對電視佈道家和政治評論家傑瑞·法威爾刊登了整版的戲仿廣告，將他描繪成一名亂倫的醉漢，在戶外廁所與母親發生了性關係。該廣告上標有戲仿與「別認真看待」。作為應對，法威爾起訴了《好色客》與該雜誌的出版人賴瑞·佛林特，理由是蓄意施加精神上的痛苦、誹謗、侵犯隱私。但佛林特以該廣告的出版是受到第一修正案的保障來辯護。
法院以8-0判決指出，該廣告對法威爾所施加的精神痛苦，並不構成否定第一修正案保障批評公職人員和公眾人物的言論的充分理由。
對於因言論而產生的損害賠償，不能透過主張另一種侵權責任理論（例如蓄意施加精神上的痛苦），來規避憲法對名譽侵害責任所施加的限制。

## 背景

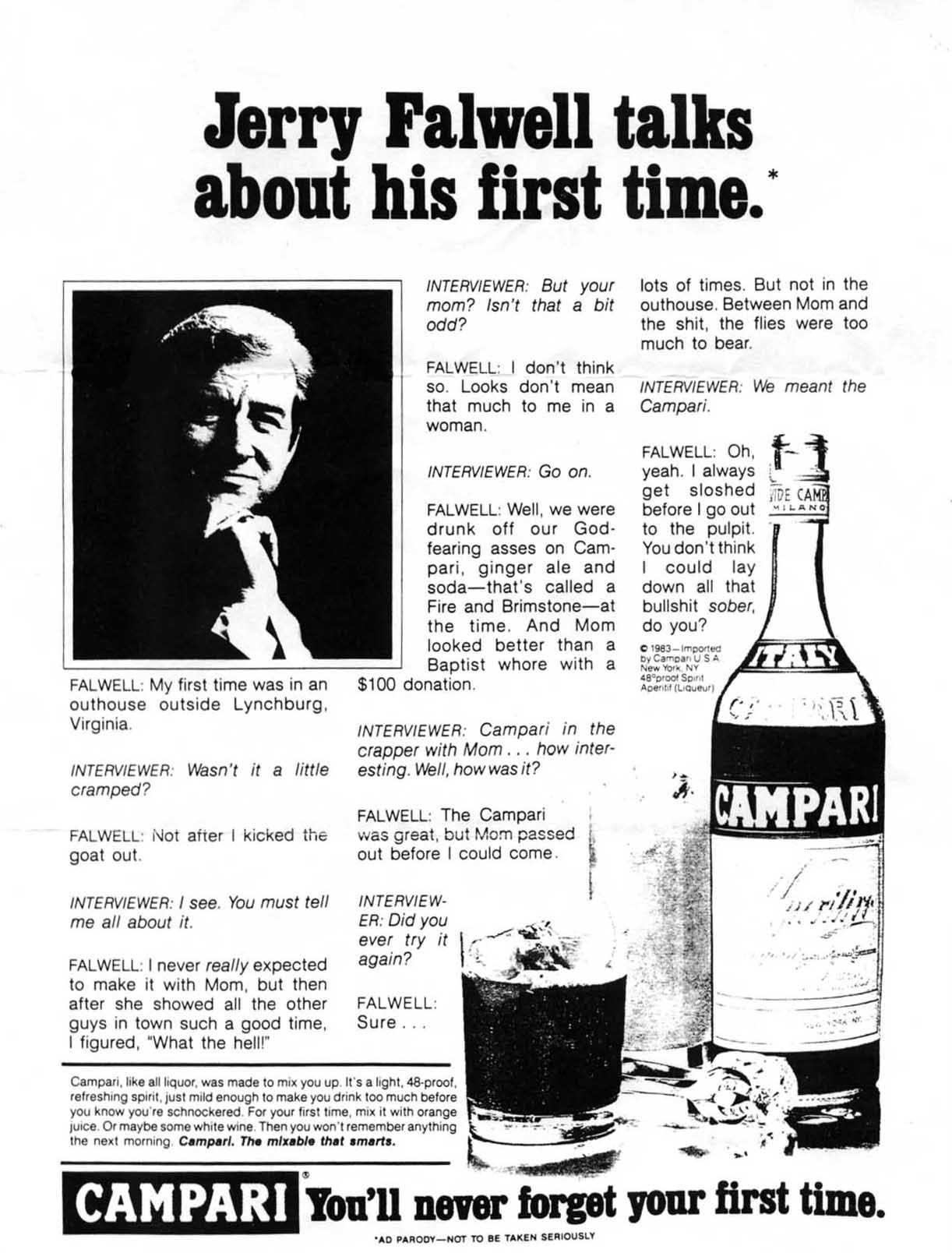
如上圖所示，《好色客》的戲仿包括未經授權使用法威爾的宣傳照，其排版也與當時的金巴利宣傳活動近乎一致。

賴瑞·佛林特出版的月刊《好色客》以其露骨的裸體女性圖片、粗俗的幽默和政治諷刺而聞名。它在1983年11月號上刊登了一則戲仿廣告，針對著名基督教原教旨主義電視佈道家和保守派傑瑞·法威爾。
該則戲仿是在模擬義大利利口酒金巴利當時正在進行的流行宣傳活動，其中包括對各種名人的簡短採訪。這些採訪總是以關於他們的「第一次」的話題開始。這是一個雙關，旨在使人認為名人們在談論他們的第一次性接觸，最後則揭露實際上是關於他們第一次品嚐金巴利酒的感受。
《好色客》的諧仿，由泰瑞·亞伯拉罕森（Terry Abrahamson）撰寫，麥克·索爾茲柏里（Mike Salisbury）擔任美術總監。內容中有一張法威爾的照片，以及一次滑稽訪談的紀錄。其中，「法威爾」誤解了採訪者有關「第一次」的問題，而開始隨心分享自己第一次性接觸的細節。他與母親在自家的戶外廁所裡亂倫，當時他們都「喝金巴利喝到虔誠地酩酊大醉」。在惡搞訪談中，「法威爾」接著說，他醉到讓「母親看起來比100元就買得到的浸信會妓女還要好」，並決定與她發生性關係，因為她「讓城裡其他男人都度過了一段美好的時光」。當採訪者問到是否曾再嘗試一遍時，他再度誤解了採訪者的問題，答道：「當然……再更多次。但不是在戶外廁所。在母親和屎之中，蒼蠅多到令人無法忍受」。最後，採訪者澄清，他是在問法威爾是否曾再嘗試過金巴利酒，「法威爾」回答：「我總是在站上講道台之前喝個爛醉。你不會認為我能在清醒時講出那些廢話吧。」
該廣告在頁面底部用小字寫著免責聲明，上面寫著「戲仿廣告——別認真看待」，該雜誌的目錄還將該廣告列為：“虛構；廣告與人格戲仿”。
法威爾於美國維吉尼亞州西區地方法院以誹謗、侵犯隱私和蓄意施加精神上的痛苦起訴賴瑞·佛林特、《好色客》雜誌和佛林特的經銷公司。在審判之前，法院批准了佛林特對侵犯隱私提出的簡易判決的聲請，而剩下的兩項指控仍進行審判。陪審團就誹謗指控裁決法威爾敗訴，指出該戲仿「不會被理性地理解成描述有關法威爾的實際事件或他參與的活動」。陪審團就蓄意施加精神上的痛苦的指控裁決法威爾勝訴，並判處十五萬美元的損害賠償。
佛林特向美國第四巡迴上訴法院提出上訴。第四巡迴法院維持原判，駁回佛林特提出的論據，即紐約時報訴沙利文案的真實惡意標準適用於蓄意對公眾人物施加精神痛苦的情況，且原告法威爾顯然是一名公眾人物。而對第四巡迴法院而言，維吉尼亞的法律要求被告是蓄意的行動，這就已經足夠。在第四巡迴法院全體合議拒絕重審該案後，美國最高法院批准佛林特的重審請求。

## 法院判決
「第一修正案的核心即是意識到，在涉及公共利益和關注的議題上，想法與意見的自由流通有根本上的重要性。抒發自己想法的自由，不僅僅只是個人自由的體現（只對己身有益），整體而言，還是追求真理和維護社會活力的一種至關重要的方式。因此，我們特別緊惕，以確保個人的思想表達不會受到政府施加的制裁。」第一修正案設想，那些民主國家中茁壯的政治辯論對於「密切參與重要的公眾議題，或因為他們的名氣，對於備受公眾關心的事務的領域影響甚鉅」的公眾人物而言，時不時會產生批評言論。在《紐約時報》一案中，法院判決第一修正案保障發言人涉及公眾人物的發言得以免受制裁，除非該言論既虛假又出於「真實惡意」，即明知為虛假或魯莽地漠視其陳述的真實性。儘管虛假陳述缺乏內在價值，表達自由的蓬勃發展需要一個「喘息的空間」，容忍有時出現的虛假陳述，以免對確實具有憲法價值的言論引發無法忍受的寒蟬效應。
可以肯定的是，在法律的其他領域中，施加精神傷害的具體意圖並不享有保護。但就涉及公眾人物的言論而言，懲罰施加精神傷害的言論，而又不要求這樣的言論必須是虛假的，這將會使政治漫畫家或其他諷刺作家遭受鉅額的損害賠償。「政治圖畫或漫畫的吸引力往往基於利用不幸的身體特徵或政治上的尷尬事件——往往蓄意傷害肖像中的人物的感受」。這在湯瑪士·納斯特於《哈珀周刊》上發表的卡通圖畫中，針對特威德老大的尖銳嘲諷可見一般。從歷史的角度看，一個缺少該卡通圖畫的政治言論將會是頗為失色的。
即使納斯特的卡通圖畫並非特別冒犯，法威爾認為在本案中《好色客》的諧仿廣告太過「離譜」以致於使其不受第一修正案的保護。但「離譜」本質上是一種主觀的術語，容易受到個人品味和陪審團的人選左右。這樣的標準「與我們長久以來拒絕將可能對聽者有精神上不良影響的系爭言論處以損害賠償的作法相牴觸」。只要系爭言論並非因「淫穢」而不受第一修正案的保護，當它涉及公眾人物時，就應受制於真實惡意的標準。
顯然地，就第一修正案而言，法威爾是一名公眾人物。地區法院在誹謗指控上判決佛林特勝訴，所以對於該諧仿能否被理解成對法威爾或他曾參與的事件的事實描述上，並不存在爭議。因此，由於該諧仿並沒有表明其虛假陳述為真，根據《紐約時報》案中對於真實惡意的標準，它就不能被判處損害賠償。本院因此推翻第四巡迴法院的判決。

## 後續

### 電影化
《情色風暴1997》，一部1996年由米洛斯·福爾曼執導的電影，主演伍迪·哈里森飾佛林特和愛德華·諾頓飾佛林特的律師阿蘭·艾克曼，著重講述了此案。曾為佛林特的辯護做出貢獻的民權律師、第一修正案倡導者和法學教授伯特·紐伯恩（Burt Neuborne），在影片中互換了角色，飾演傑瑞·法威爾的律師。

### 佛林特和法威爾的關係
《情色風暴1997》上映後，法威爾和佛林特開始親自會面討論哲學。他們參訪大學，公開辯論道德和第一修正案，並交換聖誕卡和家庭照片。2007年法威爾去世後，佛林特在《洛杉磯時報》上寫道：「最終的結果是我從未預料到的——我們成為了朋友」。

## 延伸閱讀
- Brewer, Edward C. . Parker, Richard A. (ed.)  (编). . Tuscaloosa, AL: University of Alabama Press. 2003: 264–280. ISBN 0-8173-1301-X.
- Stanley Fish, "Jerry Falwell's Mother", in his essay collection There's No Such Thing as Free Speech, and It's a Good Thing, Too, Oxford University Press, 1994.

## 外部連結
- Hustler Magazine v. Falwell, 485 U.S. 46 (1988)的文本可参见：Justia · Findlaw · LII
- The OYEZ Project（页面存档备份，存于）